# Cal·ligrafia gaèlica

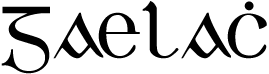
Model de cal·ligrafia gaèlica

La cal·ligrafia gaèlica (del gaèlic irlandès Cló Gaelach) es refereix a una família de tipografies dedicades a l'escriptura del gaèlic irlandès, usades a Irlanda des del segle xvi fins a l'actualitat. De vegades, a totes les tipografies irlandeses se les anomena també celtes o uncials.

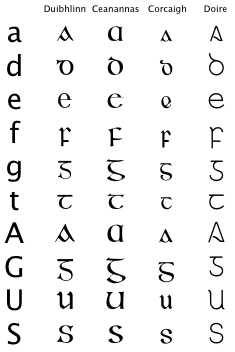
Alguns tipus de cal·ligrafia gaèlica

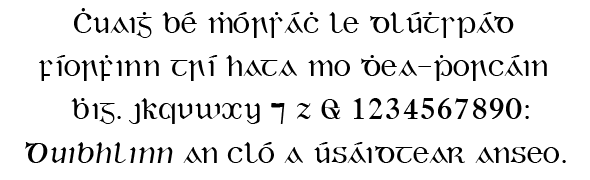
Duibhlinn (font digital 1993, basada en Monotype Series 24 A, 1906)

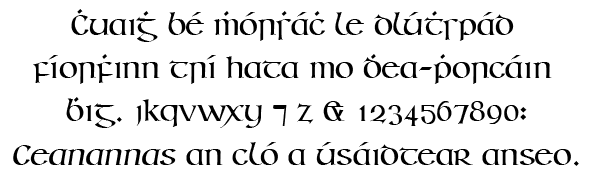
Ceanannas (font digital 1993, basada en dibuixos del llibre de Kells per Arthur Baker.)

## Característiques
A més de les 26 lletres de l'alfabet llatí, la tipografia gaèlica ha d'incloure algunes vocals amb accent agut (Áá Éé Íí Óó Úú), així com un conjunt de consonants amb punt diacrític (Ḃḃ Ċċ Ḋḋ Ḟḟ Ġġ Ṁṁ Ṗṗ Ṡṡ Ṫṫ) i el signe tironià ⁊, que s'usa en el mot agus, l'equivalent gaèlic de la conjunció catalana i. Sovint també s'usen formes pròpies insulars de les lletres s i r, algunes de les quals contenen un nombre de lligadures que s'utilitzaven a la cal·ligrafia primerenca i que deriven de la tradició del manuscrit. La i minúscula es dibuixa sense punt (encara que no té res a veure amb la ı sense punt turca) i les lletres d, f, g i t també tenen formes pròpies insulars. Molts tipus de lletres gaèliques tenen formes celtes per a les lletres j, k, q, v, w, x, i i z, i normalment s'utilitzen també en els alfabets de les altres llengües cèltiques, sobretot pel que fa a les vocals. També distingeixen entre & i ⁊ (tal com ho feia la tipografia tradicional), encara que alguns tipus de lletra moderns per error reemplacen el símbol & pel tipus tironià perquè tots dos fan referència a la mateixa conjunció i.

## Origen
L'alfabet uncial irlandès es va originar en els manuscrits medievals com una variant insular de l'alfabet llatí. El primer tipus de lletra gaèlic es va dissenyar el 1571 per a un catecisme encarregat per Isabel I d'Anglaterra per tal que els irlandesos es convertissin al protestantisme.

## Ús

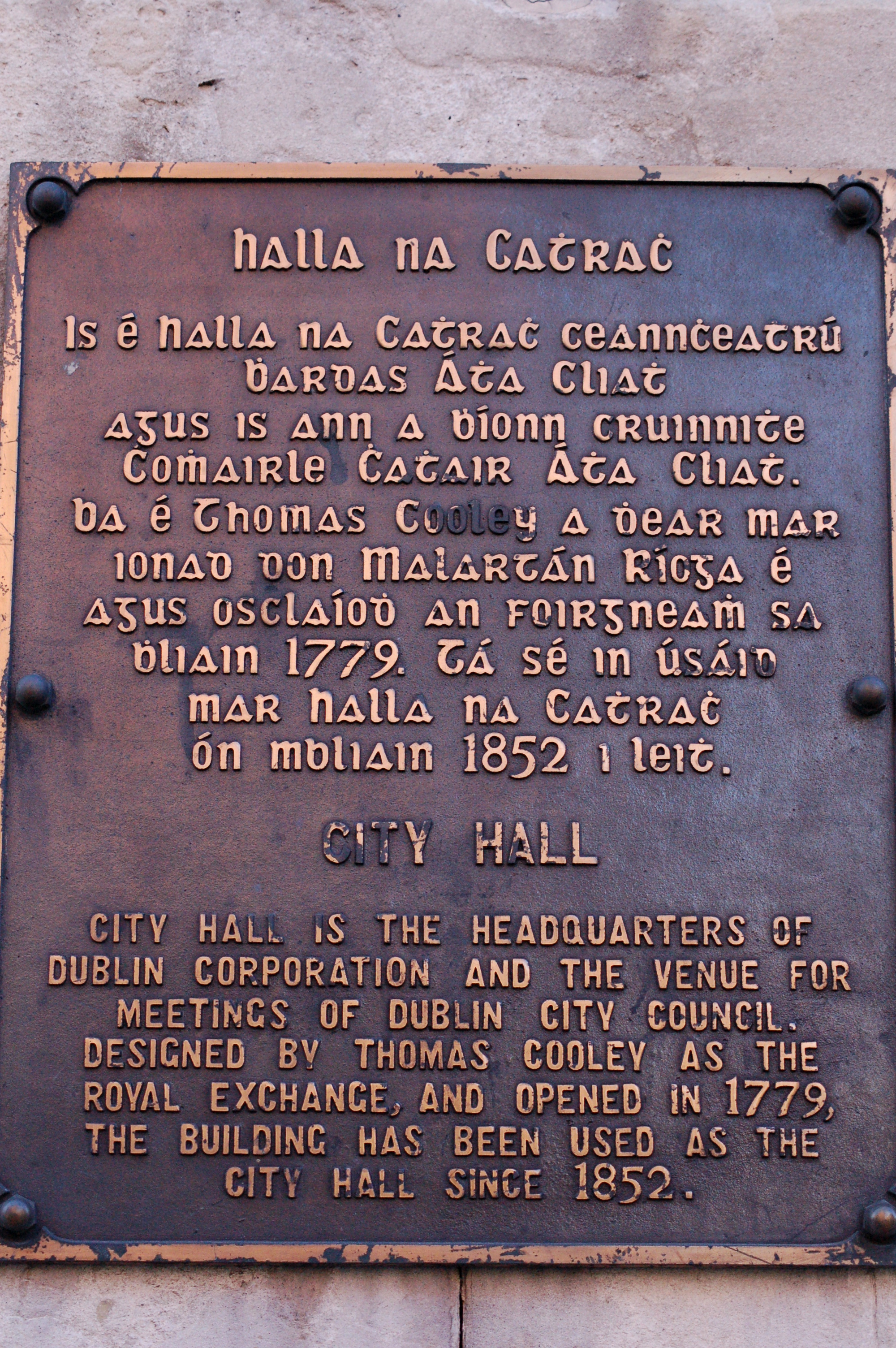
Cal·ligrafia gaèlica en un cartell informatiu als afores del castell de Dublín

El tipus de lletra en la cal·ligrafia gaèlica era comú a Irlanda fins a mitjan segle xx. Avui dia s'usa merament per a fins decoratius; per exemple, un bon nombre de diaris irlandesos encara imprimeixen la capçalera amb cal·ligrafia celta, i també és popular de fer-la servir als rètols dels pubs, a les targetes de felicitació i als cartells dels anuncis. La gramàtica del còrnic del lingüista Edward Lhuyd usava consonants de la cal·ligrafia gaèlica per indicar sons com [ð] i [θ].